# Призренски Подгор
Призренски Подгор је једна од жупа у Србији која се налази у околини Призрена, уз Средачку жупу, Сиринићку жупу, Гору и Опоље.
Чине је насеља: Љубижда, Грнчаре, Скоробиште и Ново Село.